# Pesten op het werk
Pesten op het werk is een herhaald mishandelen van iemand door een individu of een groep collega's onder de vorm van verbale agressie, gedragingen die bedreigend, intimiderend, vernederend zijn of sabotage door te verhinderen dat het werk naar behoren kan uitgevoerd worden. Deze vorm van agressie is zeer moeilijk te onderkennen, in tegenstelling tot pesten op school, aangezien de pesters dikwijls actief zijn conform aan gevestigde waarden, beleidsregels en procedures van hun bedrijf en maatschappij. De agressor is de Pester en ligt in conflict met het Doelwit van pesterijen.

## Wettelijk kader
Pesten op het werk is in de professionele praktijk en rechtspraak als een serieus probleem erkend. De meeste rechtssystemen bieden voldoende wettelijke kaders om pesten te bestrijden. De werkgever is in veel gevallen te zien als de verantwoordelijke partij omdat hij wordt geacht controle te hebben over de werkomgeving. In sommige landen (Luxemburg bijvoorbeeld) wordt geëist dat het doelwit of een getuige ten minste een keer (schriftelijk en op concrete wijze) klaagt bij het bedrijf. Pesten kan worden aangepakt op grond van:
- De regels van het bedrijf zelf, waarbij overtreding gekoppeld wordt aan sancties.
- Specifieke arbeidsrechtelijke normen die pesten impliciet of expliciet verbieden.
- Wanprestatie: een werkgever die pesten onvoldoende aanpakt schendt de normen van de arbeidsovereenkomst met het doelwit;
- Onrechtmatige daad: indien er geen specifiekere normen zijn kan het pesten beschouwd worden als een onrechtmatige daad van de pester jegens het doelwit.
- In de meest extreme gevallen waarbij strafbare feiten hebben plaatsgevonden (diefstal, vernieling, mishandeling, extreme bedreigingen, etc.) kan aangifte bij de politie worden gedaan en kan de officier van justitie een strafrechtelijke procedure tegen de werkgever en/of de daders beginnen.

Pestzaken voor de civiele rechter betreffen meestal de volgende gevallen:
- Het doelwit tegen de werkgever en/of pester(s) waarbij het doelwit genoegdoening eist. Ook komt het soms voor dat een ontslagprocedure uitmondt in een beschuldiging van pesten door de ontslagen werknemer tegen de werkgever.
- De werkgever tegen de pester(s) waarbij de werkgever de pester(s) ontslaat en/of een sanctie oplegt waarbij de pester(s) hiertegen in beroep gaan.

Het is in veel gevallen moeilijk een beschuldiging van pesten hard te maken, daar dit soms op zeer subtiele wijze geschiedt. Ook wordt een enkel incident veelal niet als pesten aangemerkt. Het bijhouden van een dossier en getuigenverklaringen kunnen hierin behulpzaam zijn. Een bijkomend probleem is echter dat getuigen soms medewerking weigeren uit angst voor negatieve consequenties voor de eigen carrière.

### België
Sinds 16 juni 2007 werd de bescherming van de werknemers tegen geweld, pesterijen en ongewenst seksueel gedrag op het werk toegevoegd aan het meer algemene domein van de psychosociale belasting veroorzaakt door het werk.
Het Koninklijk Besluit van 11 juli 2002 betreffende de bescherming tegen geweld, pesterijen en ongewenst seksueel gedrag op het werk werd opgeheven door het Koninklijk Besluit van 17 mei 2007 betreffende de voorkoming van psychosociale belasting veroorzaakt door het werk. Dit besluit herneemt (weliswaar in gewijzigde vorm) de bepalingen van het besluit van 11 juli 2002 in een aparte afdeling die bijzondere bepalingen bevat betreffende de voorkoming van geweld, pesterijen en ongewenst seksueel gedrag op het werk.
De specifieke wettelijke bepalingen betreffende de bescherming tegen geweld, pesterijen en ongewenst seksueel gedrag op het werk die vervat zijn in hoofdstuk Vbis van de wet van 4 augustus 1996 betreffende het welzijn van de werknemers bij de uitvoering van hun werk werden eveneens behouden en gewijzigd door de wetten van 10 januari 2007 en 6 februari 2007.

### Definities
Geweld op het werk wordt gedefinieerd als elke feitelijkheid waarbij een persoon psychisch of fysiek wordt bedreigd of aangevallen bij de uitvoering van het werk.
Geweld op het werk uit zich hoofdzakelijk door handelingen die op een bepaald ogenblik gesteld worden, zoals bedreigingen, fysieke agressie (directe slagen maar ook bedreigingen bij een gewapende overval,…) of verbale agressie (beschimpingen, beledigingen, plagerijen,…).
Ongewenst seksueel gedrag op het werk (OSGW) wordt gedefinieerd als elke vorm van ongewenst verbaal, niet-verbaal of lichamelijk gedrag met een seksuele connotatie dat als doel of gevolg heeft dat de waardigheid van een persoon wordt aangetast of een bedreigende, vijandige, beledigende, vernederende of kwetsende omgeving wordt gecreëerd.
Ongewenst seksueel gedrag op het werk kan zich op verschillende wijzen uiten, zowel fysiek als verbaal:
- het kan zowel gaan om lonken of wellustige blikken, dubbelzinnige opmerkingen of insinuaties, tonen van pornografisch materiaal (foto's, teksten, video's…), compromitterende voorstellen …;
- het kan ook gaan om aanrakingen, slagen en verwondingen, verkrachting …

Pesterijen op het werk worden gedefinieerd als meerdere gelijkaardige of uiteenlopende onrechtmatige gedragingen, buiten of binnen de onderneming of instelling, die plaats hebben gedurende een bepaalde tijd die tot doel of gevolg hebben dat de persoonlijkheid, de waardigheid of de fysieke of psychische integriteit van een persoon bij de uitvoering van het werk wordt aangetast, dat zijn betrekking in gevaar wordt gebracht of dat een bedreigende, vijandige, beledigende, vernederende of kwetsende omgeving wordt gecreëerd dat zich inzonderheid uit in woorden, bedreigingen, handelingen, gebaren of eenzijdige geschriften.
De constitutieve elementen van pesterijen zijn het onrechtmatig karakter van de gedragingen, de herhaling ervan in de tijd en de gevolgen ervan.
Het hoeft niet noodzakelijk te gaan om hetzelfde gedrag dat zich herhaalt. Het is voldoende dat de gedragingen - zelfs van verschillende aard - zich voordoen gedurende een bepaalde tijd.
De normale gezagsuitoefening van een werkgever kan niet gelijkgesteld worden met pesten, zelfs al worden bepaalde situaties slecht beleefd door de werknemer, rekening houdend met zijn subjectiviteit en gevoeligheid. Het feit dat de persoon die zich slachtoffer voelt het gedrag als onrechtmatig ervaart, wil niet zeggen dat het dat ook is.
De dader moet niet noodzakelijk opzettelijk hebben gehandeld. Het volstaat dat zijn gedrag een impact heeft op de persoon, zelfs als de dader deze gevolgen niet gewenst heeft.

### Rechtspraak in België
De arbeidsrechtbanken hebben 275 definitieve uitspraken gedaan die het voorwerp zijn geweest van 30 beroepen. Daarnaast hebben de rechtbanken voor 32 beslissingen nog geen definitieve uitspraak gedaan. 250 van deze beslissingen werden ten gronde gewezen.
96 beslissingen betroffen feiten in de openbare sector, 179 beslissingen betroffen feiten in de privésector. Het aantal beslissingen in functie van de aard van de aantijgingen staan samengevat in onderstaande tabel.
| Misdaad                                  | Aantal |
| ---------------------------------------- | ------ |
| Pesterijen en OSGW                       | 8      |
| OSGW                                     | 5      |
| Psychisch geweld                         | 5      |
| Pesterijen                               | 139    |
| Feiten die pesterijen en geweld uitmaken | 5      |
| Niet verduidelijkt                       | 13     |

Bij de 337 vonnissen en arresten zijn er 135 die het bestaan van geweld, pesterijen of ongewenst seksueel gedrag niet onderzoeken, maar die enkel betrekking hebben op een ontslagproblematiek of die het voorwerp zijn van een afstand van geding of schrapping van de rol.
Van de in de totaal 202 resterende vonnissen zijn er:
- 6 die het bestaan aanvaarden van feitelijkheden, die toestaan het bestaan van pesterijen te vermoeden
- 12 die het bestaan van pesterijen aanvaarden
- 1 die het bestaan aanvaardt van feiten die toestaan het bestaan van OSGW te vermoeden
- 1 die het bestaan van geweld aanvaardt

Men kan besluiten dat in 10% van de gevallen de vonnissen het bestaan van het ongewenst gedrag erkent en in slechts 6,4% als bewezen acht.

## Onderzoek

### Statistieken
Uit de laatste enquête (2005) van de Europese Stichting voor de verbetering van levens- en arbeidsomstandigheden blijkt dat geweld, pesten en discriminatie op het werk eerder de uitzondering dan de regel is in de Europese Unie. Opvallend is wel dat de cijfers voor België boven het Europese gemiddelde liggen.
Ongeveer 1 op 20 EU-werknemers zegt in 2005 het slachtoffer geweest te zijn van pesten. Toch zijn er grote verschillen tussen landen: van 2% in Italië tot 17% in Finland. België noteert met 8,5% ook een vrij hoge incidentie waarbij ongeveer 7,5% Belgische mannen en bijna 10% Belgische vrouwen zeggen ooit gepest te zijn geweest.
Gemiddeld genomen hebben in de EU vrouwen jonger dan 29 jaar het meeste kans om gepest te worden terwijl de kans voor mannen niet afhankelijk is van de leeftijd. De incidentie van pesterijen in de EU neemt ook toe naarmate de organisatie groter wordt, van 4,2% bij bedrijven met 2 - 9 werknemers tot ongeveer 7,5% voor bedrijven met meer dan 250 werknemers. De sector speelt ook een belangrijke rol. De sectoren met de hoogste incidentie zijn in de eerste plaats de zorgsector maar ook het onderwijs, openbare diensten en defensie, de transportsector en de horeca scoren hoog. Over het algemeen zegt 6% van de werknemers in de openbare sector ooit het slachtoffer te zijn geweest van pesterijen tegenover 4% in de privésector.
Ongewenst seksueel gedrag op het werk komt duidelijk minder voor. Vrouwen zijn hier driemaal meer het slachtoffer dan mannen.

### Vormen van pesterijen
Tim Field stelt voor dat de verschillende typen van pesterijen als volgt worden onderverdeeld:
- Pesten ten gevolge van druk of Onbedoeld pesten: Dit ontstaat wanneer de stress van het moment het gedrag doet verloederen. Als de stress wegvalt zal de persoon tot inkeer komen. Dit is normaal gedrag en dit hoort niet bij de definitie van pesterijen op het werk.

- Corporatief pesten: Hiervan is sprake als de werkgever, zich beschermd voelend door de vage wetgeving en schaarste aan banen, de werknemers misbruikt.

- Organisatiepesten: Deze vorm van pesten is een combinatie van pesten ten gevolge van druk en corporatief pesten. Deze vorm van pesten kan ontstaan wanneer een firma moeilijkheden heeft om zich aan te passen aan de veranderende omstandigheden (verandering van de markt, crisis, vermindering van inkomen, budgetten worden gereduceerd, …).

- Institutioneel pesten: Deze vorm van pesten is gelijkaardig aan corporatief pesten en ontstaat wanneer het pestgedrag algemeen aanvaard wordt en een deel uitmaakt van de bedrijfscultuur. Een voorbeeld hiervan is het opzettelijk wegpesten van werknemers om een dure ontslagprocedure uit te sparen. Een voorbeeld hiervan is het opzettelijk apart zetten van werknemers en ze vervolgens geen taken van betekenis meer te geven.[2]

- Klantpesten: Deze vorm van pesten is wanneer de werknemers worden gepest door diegenen die ze dienen, bijvoorbeeld leerkrachten gepest door leerlingen en hun ouders, verpleegpersoneel gepest door patiënten en hun familie, sociaal assistenten die gepest worden door hun cliënteel maar ook winkelbedienden, bankbedienden, veiligheidspersoneel door diegenen die ze dienen.

- Seriepesten: Deze vorm van pesten is wanneer de bron van de verstoring kan herleid worden tot één enkel individu die zich vergrijpt aan de ene werknemer na de andere en ze vernietigt. Dit is de meest voorkomende vorm van pesten. De seriepester vertoont kenmerken van een sociopaat.

- Secundaire pesterijen: Deze pesterijen zijn meestal onbedoelde pesterijen van mensen die veroorzaakt worden door de aanwezigheid van een seriepester in een organisatie.

- Duopesten: Deze vorm van pesten is wanneer de seriepester samen met een andere collega mensen treitert en pest.

- Groepspesten: Deze vorm van pesten is wanneer de seriepester samen met een groep collega's mensen treitert en pest. Deze vorm kan overal ontstaan maar zal floreren in milieus waar corporatief pesten aanwezig is.

- Plaatsvervangend pesten: Deze vorm van pesten is wanneer twee partijen aangemoedigd worden om in conflict te treden met elkaar. Idem als bij groepspesten kan de eigenlijke pester wel of niet een actieve rol spelen bij deze vorm van pesten.

- Regulatiepesten: Deze vorm van pesten is wanneer de seriepester zijn/haar doelwit dwingt aan bepaalde regels en procedures te voldoen ongeacht de relevantie, toepasbaarheid en noodzaak.

- Residueel pesten: Deze vorm van pesten is al de vormen van pesten die overblijven en voortduren nadat de seriepester is weggegaan.

- Cyberpesten: Deze vorm van pesten is het misbruik van e-mail systemen, internetfora, GSM toepassingen, enz … om agressieve boodschappen te verspreiden.

## Gevolgen voor het doelwit

### Stress
Het wordt dikwijls niet erkend dat er eigenlijk twee soorten stress zijn: positieve stress die kan ontstaan in een beheerste werkomgeving en die aanleiding kan geven tot betere prestaties en negatieve stress die resulteert in stressgerelateerde ziekten en het gevolg is van een slecht georganiseerde werkomgeving waar incompetente mensen anderen pesten om hun eigen tekortkomingen te verbergen. Wanneer mensen klagen over stress dan betekent dit dikwijls negatieve stress.

#### Symptomen
- Voornaamste symptomen: Stress, angst, slapeloosheid, vermoeidheid (inclusief chronischevermoeidheidssyndroom (CVS)), trauma
- Fysieke symptomen: Gereduceerde immuniteit voor infecties wat resulteert in veelvuldig verkouden zijn, hoesten, griep, klierkoorts, enz… (vooral tijdens verlof), pijn (zonder duidelijke oorzaak wat als oorzaak stress zou kunnen suggereren), rugklachten, hoge bloeddruk, pijn in de borststreek, hoofdpijn en migraine, hartkloppingen, beven, hormonale problemen (verstoorde menstruatiecyclus, libido, impotentie), fysieke gevoelloosheid (in vingers, tenen), emotionele ongevoeligheid (geen vreugde en liefde kunnen ervaren), huidirritaties, …
- Psychische symptomen: Paniekaanvallen, reactieve depressie, zelfmoordgedachten, zenuwinzinking (dit is een psychisch letsel en geen ziekte), vergeetachtigheid, slechte concentratie, flashbacks en herbelevingen, overdreven schuldgevoelens, ongewoon angstig, gevoel geïsoleerd te zijn, onzekerheid, wanhoop, …
- Gedragssymptomen: Huilerig, irriteerbaar, woede-uitbarstingen, obsessief gedrag (de ervaring neemt je leven over), overdreven hoogwaakzaamheid (niet te verwarren met paranoia), krabben of andere tics, excessief nagelbijten, druggebruik, fobieën, …
- Effecten op persoonlijkheid: Zelfzekerheid en zelfwaarde aan diggelen, laag zelfbeeld, verlies van alle zelfrespect, …

#### "Vlucht of Vecht" - mechanisme
Deze vecht- of vluchtreactie op stress is normaal gesproken aan de orde voor fysiek gevaar (oog in oog staan met een wilde tijger). Vandaag wordt dit mechanisme echter meer en meer actief bij psychisch gevaar (pesterijen, intimidaties, misbruik, stalking, …) waarvoor het niet bedoeld was. Deze reactie kan ook geactiveerd worden bij de anticipatie van weinig waarschijnlijke gebeurtenissen of gebeurtenissen op lange termijn en niet levensbedreigende zaken zoals financiële problemen, file, jobzekerheid, boetes bij het parkeren, …
Eens een reactie op stress is geactiveerd zal de energie van het lichaam afgevoerd worden daar waar het het meest nodig is. Hartritme, bloeddruk en ademhalingsfrequentie gaan daarom omhoog. Alle niet-essentiële lichaamsfuncties worden afgesloten en werken dan nog op een gereduceerd niveau zoals de spijsvertering, groei, seksuele systemen (menstruele cyclus, libido, testosteronproductie, …), immuunsysteem, opslag van vetten, enz… Als een reactie op gevaar zullen alle reserves van glucose, proteïnen en vetten vrijgegeven en aangesproken worden (van spieren, vetcellen en lever) zodat energie in overvloed aanwezig is voor de spieren die noodzakelijk zijn om het gevaar te trotseren of te kunnen vluchten.
In het geval van pesten op het werk kan het vooruitzicht van te gaan werken of de pester horen aankomen of eraan denken een stressreactie uitlokken waarvan niet kan gevlucht worden, noch is het gepast om ertegen te vechten. Bij herhaald pesten bereidt het lichaam zich telkens voor op een fysieke reactie die er nooit komt zodat zo de bovenstaande "onnuttige" lichaamsfuncties langdurig te weinig geactiveerd worden. Langdurige problemen met spijsvertering, groei, menstruele cyclus, libido, immuunsysteem, … zijn dan dikwijls het gevolg ervan.

#### Reactie op stress
Verschillende mensen reageren elk op hun eigen manier bij verschillende stressoren. Nochtans zijn er op zijn minst 4 factoren die de ernst bepalen hoe we stress ervaren:
- Controle: Personen zullen stress ervaren in de mate waarin ze ervaren dat ze de stressoren niet kunnen controleren. Op het werk heb je als werknemer geen enkele controle op je management.
- Voorspelbaarheid: Personen zullen stress ervaren in de mate waarin ze niet in staat zijn de stressor te voorspellen. Pesters zijn bekend omwille van het onvoorspelbaar karakter van hun technieken.
- Verwachting: Personen zullen stress ervaren in de mate waarin ze ondervinden dat de situatie niet verbetert en niet zal verbeteren. Een pestsituatie wordt doorgaans steeds erger , zeker indien men inzicht begint te krijgen in de oorzaken van de pesterijen.
- Ondersteuning: Personen zullen stress ervaren in de mate waarin ze ondersteuning missen zoals van collega's, management, vakbond, partner, familie, vrienden en kennissen, hulpverleners, hogere instanties en de wet.

### Vermoeidheid
De vermoeidheid die het gevolg is van het pesten is natuurlijk onmiddellijk te begrijpen als je weet dat het "vecht of vlucht"-mechanisme uiteindelijk voor zeer lange perioden kan aanwezig zijn en soms zelfs semipermanent. Het mechanisme is voorzien voor kortstondige perioden en wanneer het dan toch actief is voor een lange tijd, dan resulteert dat in een fysieke, mentaal en emotioneel leeglopen van de batterijen. De energie die opgeslagen is onder de vorm van proteïnen, triglyceriden en glycogeen is snel omgezet in aminozuren, glucose en vetzuren om het lichaam te helpen bij het behandelen van de dreiging.

### Chronischevermoeidheidssyndroom
Vele mensen vertonen symptomen analoog aan die van het chronischevermoeidheidssyndroom.

### Prikkelbaredarmsyndroom
Het prikkelbaredarmsyndroom is een klassiek symptoom van stress. Het is geen ziekte maar een functionele stoornis van het spijsverteringsstelsel. Sommige etenswaren zoals volkoren en vet kunnen een intense spasme veroorzaken van de darmen die resulteert in buikpijnen, maagkrampen, misselijkheid, diarree, … De oorzaak hiervan is nog onbekend en kan op elke leeftijd beginnen zonder duidelijke reden maar dikwijls (niet wetenschappelijk) is langdurige stress wel aanwezig.

### Psychisch letsel
Met de tijd zullen de symptomen zoals hierboven beschreven leiden tot een psychisch letsel hetgeen niet mag verward worden met een psychische ziekte. Ondanks een oppervlakkige overeenkomst zijn er vele uitgesproken verschillen tussen beide:
1. Een psychische aandoening is verondersteld inherent te zijn (intern) terwijl een psychisch letsel een oorzaak heeft (iets of iemand) van buitenaf die verantwoordelijk is (extern).
2. Een letsel wordt zeer waarschijnlijk beter (zoals een wonde).
3. Een persoon die lijdt aan een psychische aandoening zal een reeks symptomen typisch voor die ziekte vertonen (paranoia, schizofrenie, hallucinaties, ...) maar niet van een psychisch letsel. Een persoon met een psychisch letsel zal symptomen vertonen typisch voor een letsel (hypervigilantie, overgevoeligheid, obsessiviteit, irriteerbaarheid, vermoeidheid, slapeloosheid, ...) maar niet voor een psychische aandoening.

### Reactieve depressie
Een van de symptomen van een psychisch letsel is reactieve depressie (het is een reactie op een externe gebeurtenis). De mechanismen van een reactieve depressie zijn verschillend van die van een klinische depressie en een psychische aandoening. Als je als depressief wordt bevonden omwille van pesterijen zorg er dan voor dat het als een reactieve depressie wordt beschreven. Het woord depressie wordt doorgaans automatisch (verkeerd) geïnterpreteerd als een klinische depressie.

### Posttraumatische stressstoornis (PTSS)
Dit is een normale emotionele reactie op een zeer ingrijpende en choquerende gebeurtenis. Het is een normale reactie op een abnormale situatie. Deze stoornis wordt beschreven door het zogenaamde DSM-IV, de vierde editie van het Diagnostisch en statistisch handboek van de Amerikaanse Psychiatrische Vereniging.

### (Zelf)moord
In zichzelf gekeerde woede is een erkende oorzaak van depressie. Als dit lang genoeg duurt zal de interne woede zich tot een punt ontwikkelen dat er een van drie dingen kunnen gebeuren:
1. Het doelwit begint in extreme mate alle symptomen van stress te uiten
2. Het doelwit begint de woede op zichzelf uit te werken en begint zichzelf te pijnigen of overdadig drugs en alcohol te gaan gebruiken, of nog door zelfmoord te plegen
3. In uitzonderlijke gevallen kan het doelwit dan dezelfde symptomen gaan uiten als de pesters en ook in extreme vorm. Zeer uitzonderlijk maar bekend is dat het doelwit naar de werkvloer terugkeert en een bloedbad aanricht.

## Pesten en persoonlijkheidsstoornissen

### Persoonlijkheidsstoornissen en leidinggevenden
In 2005 namen de psychologen Belinda Board en Katarina Fritzon van de universiteit van Surrey interviews en persoonlijkheidstests af van directieleden in het Verenigd Koninkrijk en vergeleken de resultaten met die van criminele psychiatrische patiënten van het Broadmoor ziekenhuis. Zij vonden dat drie uit elf van de persoonlijkheidsstoornissen meer voorkwamen bij deze directieleden dan bij de gestoorde criminelen. Deze drie stoornissen zijn:
- Theatrale persoonlijkheidsstoornis: superficiële charme, onzekerheid, egocentriciteit and psychologische manipulatie.
- Narcistische persoonlijkheidsstoornis: grootheidswaanzin, gebrek aan empathie voor anderen, uitbuiting en onafhankelijkheid.
- Obsessieve-compulsieve persoonlijkheidsstoornis: perfectionisme, excessieve toewijding aan het werk, koppig en dictatoriale neigingen.

Zij beschreven de zakenlieden als zijnde succesvolle psychopaten en de criminelen als onsuccesvolle psychopaten.

### Psychopathie en pesten op het werk
Robert Hare en Paul Babiak hebben gewerkt rond psychopathie en pesten op het werk:
"Pestkoppen reageren agressief op provocaties of vermeende beledigingen. Het is niet duidelijk of hun pesterijen hen plezier verschaffen of dat het de meest efficiënte manier is dat ze geleerd hebben om iets te kunnen krijgen van anderen. Psychopaten voelen geen wroeging, schuldgevoelens of empathie. Ze missen inzicht in hun eigen gedrag en lijken niet in staat om hun gedrag aan te passen zelfs indien dat in hun voordeel zou kunnen werken. Aangezien ze het kwaad niet begrijpen dat ze zichzelf (laat staan hun doelwitten) aandoen, zijn psychopathische pesters bijzonder gevaarlijk."
"Natuurlijk zijn niet alle pesters psychopaten. Pesters komen in alle vormen en gedaanten en hebben in vele gevallen diepgewortelde psychologische problemen, waaronder gevoelens van minderwaardigheid, onzekerheid en moeilijkheden om relaties aan te gaan. Sommige kunnen opportunistische pesters zijn die zich perfect normaal kunnen gedragen buiten een professionele context."
De reactie van een psychopaat is volgens Tim Field zeer herkenbaar wanneer ze zich moeten verantwoorden voor hun gedrag.
1. De totale ontkenning van alles. Een variant is dat ze de gebeurtenissen gaan minimaliseren ("Dit is zo belachelijk dat het niet loont om erover te praten") en gebruiken de "nieuwe start"-techniek ("Ik snap niet waarom we zo zitten door te drammen over het verleden.")
2. Wraak: de pester gaat in de tegenaanval. De pester gaat naadloos over van de ontkenning naar een agressieve tegenaanval, beschuldigingen en kritieken die dikwijls gebaseerd zijn op leugens, misleiding en verzinsels. Deze fase zit boordevol leugens, hypocrisie, beschuldigingen, ondermijnen, ... Een klassiek voorbeeld is het doelwit van hun pesterijen beschuldigen van mentaal gestoord te zijn.
3. Het veinzen slachtoffer te zijn. Ze spelen op de mensen hun emoties door (in het bijzonder) schuldgevoelens op te wekken. Een klassiek ritueel is in tranen uitbarsten, iets wat vele mensen niet kunnen aanzien (medelijden). Variaties zijn diep zelfmedelijden, verontwaardigd zijn, beweren dat zij eigenlijk worden gepest, hevig aangedaan zijn, de "arme ik"-show ("Je weet niet hoe moeilijk het voor mij is, ik moet steeds ...").

### Narcisme
In 2007 vonden de onderzoekers Catherine Mattice en Brian Spitzberg van de universiteit van San Diego (USA) dat pesterijen een licht positieve correlatie vertoonde met narcisme. Het was eveneens gelinkt aan indirecte pesttechnieken en niet zozeer aan directe pesttechnieken.

## Kosten
Kostenfactoren:
- Ziekteafwezigheid : slachtoffers verzuimen meer; 1 % van het ziekteverzuim zou te wijten zijn aan pesten.
- Ontslagregelingen en overplaatsingen : slechts ongeveer de helft van de slachtoffers blijft op dezelfde werkpost. In alle andere gevallen brengt dat toch een of andere vorm van kosten mee.
- De gevolgen voor de organisatie : er is de beperkte inzet van de medewerker(s) en het negatieve effect op de efficiëntie en de motivatie van de medewerker(s). Ook is er de kost van de arbeidsorganisatorische problemen die rechtstreeks samenhangen met pesten en van de tijd die verloren gaat door pesten.
- Gerechtskosten.

De Public Service Commission in Canada geeft volgende elementen als kostenfactoren bij onopgeloste conflicten:
- Stress, frustratie, angst
- Slapeloosheid
- Slechte professionele relaties
- Presenteïsme (men is aanwezig maar doet niets nuttigs meer)
- Ontslagen
- Verlies van productiviteit
- Meer klachten van klanten
- Afwezigheid
- Sabotagepraktijken
- Ongevallen, incidenten
- Invaliditeitsclaims
- Ziekteverlof

De kost schatten van het pesten is uiteraard moeilijk maar onderzoek in het buitenland geeft hetzelfde sombere beeld. Schattingen geven namelijk een kostenplaatje van ongeveer 120.000€ per jaar en per pester.

## Campagne tegen pesten op de werkvloer in Nederland
Op 1 juni 2015 is de Nederlandse overheid begonnen met een landelijke campagne tegen pesten op de werkvloer.

## Belangrijke onderzoekers
De volgende onderzoekers hebben belangrijke bijdragen geleverd wat betreft het inzicht in pesten en psychisch geweld op het werk.
- Dr. Heinz Leymann (Zweden)
- Dr. Stale Einarsen (Noorwegen)
- Andrea Adams (Verenigd Koninkrijk)
- Dr. Tim Field] (Verenigd Koninkrijk)
- Dr. Charlotte Rayner (Verenigd Koninkrijk)
- Dr. Robert Hare (Verenigde Staten)
- Dr. Loraleigh Keashly (Canada & Verenigde Staten)
- Dr. Gary Namie (Verenigde Staten)
- Dr. Pamela Lutgen-Sandvik (Verenigde Staten)
- Dr. Sarah J. Tracy (Verenigde Staten)